# 比亚迪宋Plus
比亚迪宋PLUS是比亚迪汽车自2020年开始生产的一款紧凑型跨界SUV。它是比亚迪宋系列SUV的一部分，以宋朝命名。最初仅作为配备1.5升涡轮增压器涡轮增压汽油发动机的燃油车提供，2021年比亚迪推出了插电式混合动力车宋Plus DM-i和电池电动车宋Plus EV。比亚迪宣布停止生产燃油汽车后，汽油车型于2022年逐步停产。
宋Plus最初是“王朝系列”的一部分，自2022年起通过海洋网经销商连锁店在中国销售，以使新成立的“海洋系列”的产品多样化。宋Plus的王朝网对应车型宋L DM-i于2024年推出。
2023年，宋Plus是比亚迪在中国最畅销的SUV。截至2024年7月，该车型（不包括燃油动力版本）的全球累计产量已超过100万辆。2023 年，比亚迪在欧洲推出了宋Plus EV，即“比亚迪Seal U”。插电式混合动力车Seal U DM-i于2024年晚些时候推出。2024年中，插电式混合动力车型在澳大利亚、新西兰、菲律宾和泰国以“比亚迪Sealion 6 DM-i”的形式推出。

## 改款前（2020 - 2023年）
宋Plus于2020年9月推出，作为比亚迪宋Pro的更大、更“高档”的替代品，但定位低于比亚迪唐。它占据了中国B级SUV细分市场，相当于全球D级。该车最初仅提供燃油型，插电式混合动力车 (DM-i) 和电池电动 (EV) 车型将于2021年晚些时候加入该系列。汽油车型于2022年初停产。宋Plus的初始版本配备12.8英寸可旋转中央信息娱乐屏幕，带有第三代DiLink系统、卡拉OK功能和全LCD仪表板。
汽油版于2020年至2021年期间短暂上市，采用1.5升“BYD472ZQA”I4 涡轮增压汽油发动机和7速湿式双离合变速箱，输出功率为136 kW（182 hp；185 PS）。

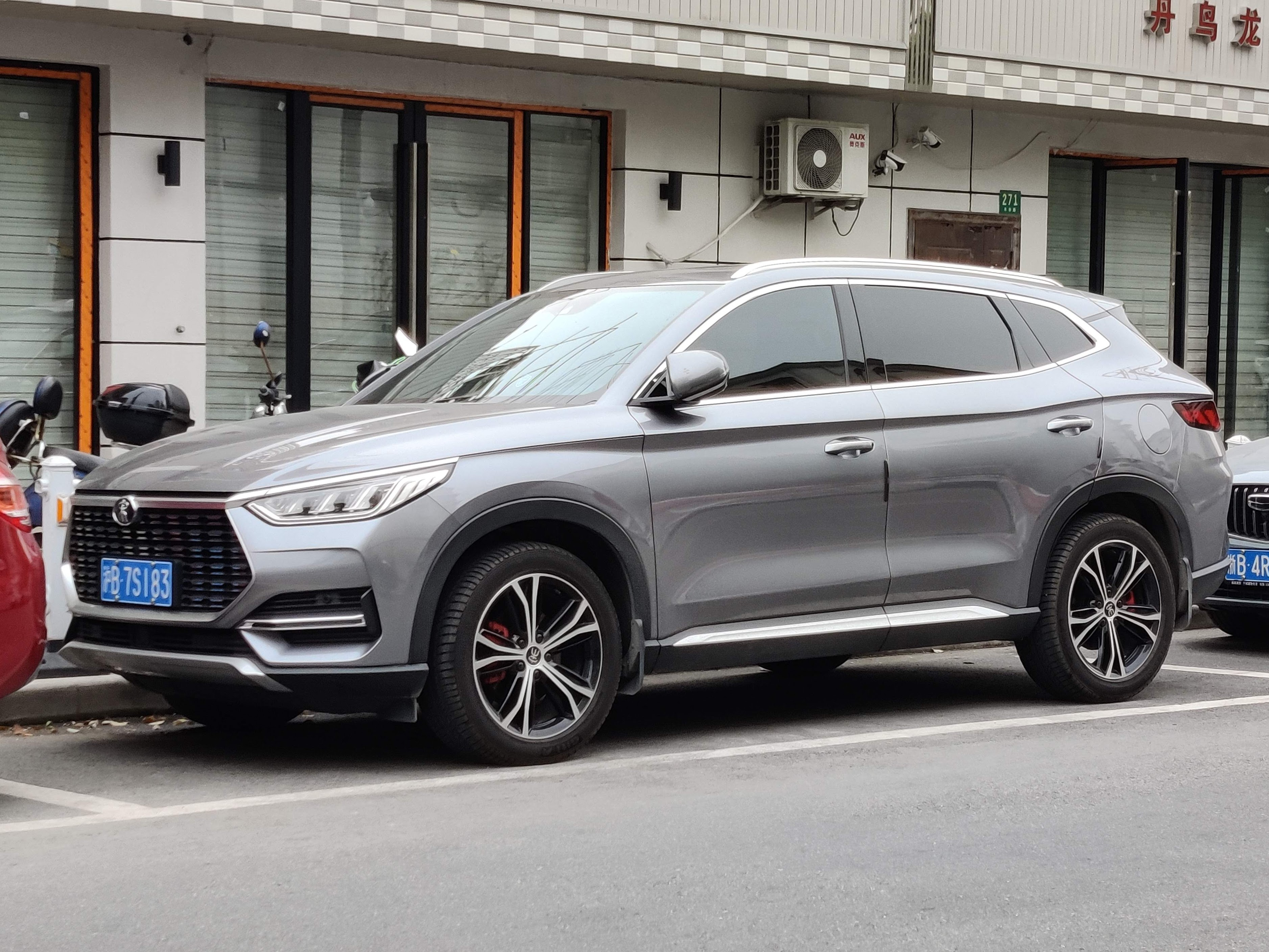
比亚迪宋Plus（汽油）
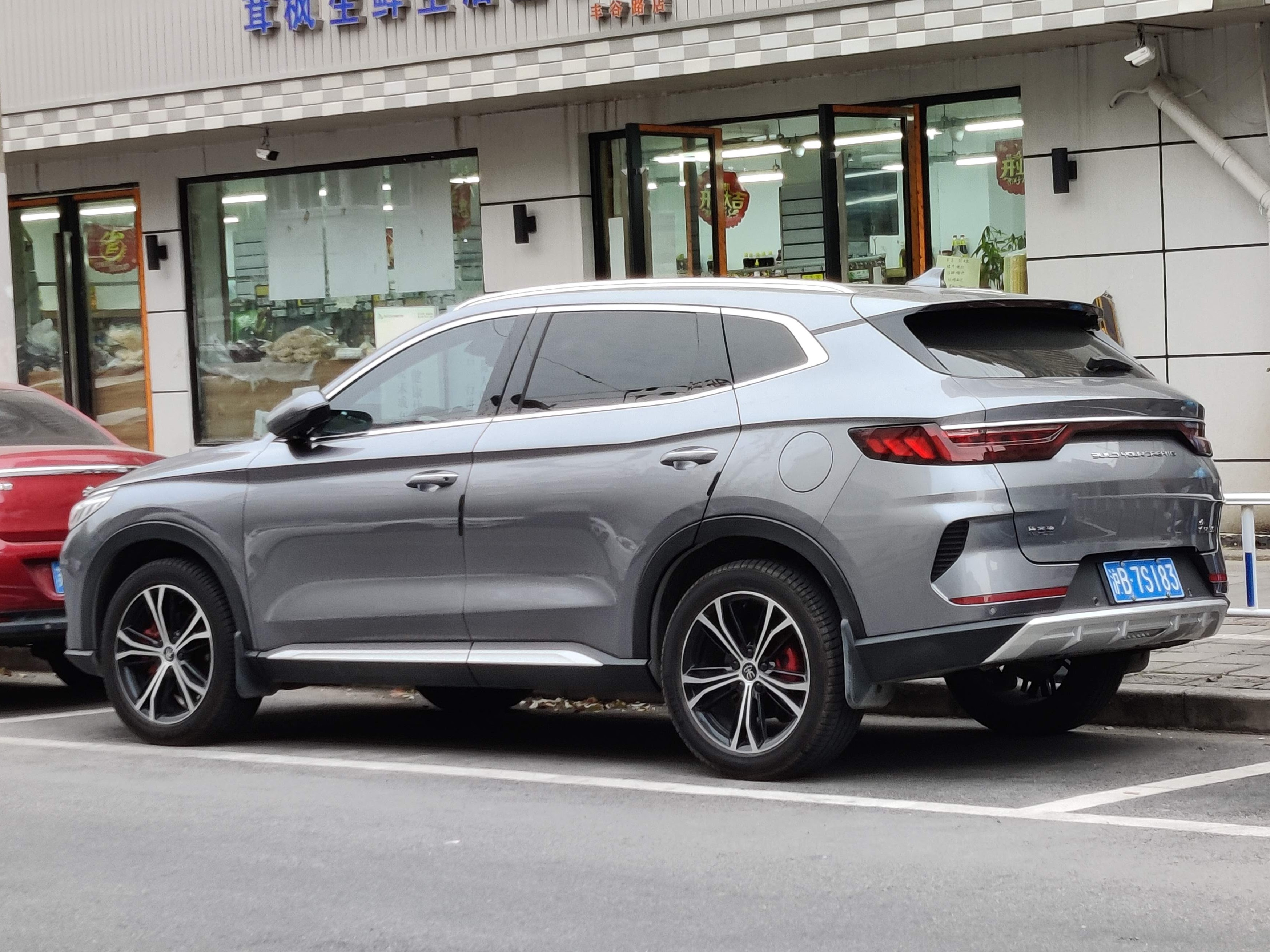
后视图

### 宋Plus DM-i
宋 Plus插电式混合动力版于2021年3月在中国上市。与汽油版和EV版相比，该车型的前脸造型有所不同。改款前的宋 Plus DM-i有51公里和110公里两种型号，NEDC电动续航里程分别为51 km（32 mi）和100 km（62 mi）。该混合动力系统提供四种主要控制模式（EV、HEV串联、HEV并联和发动机直接驱动）。
51公里型号的标称油耗为4.4 L/100 km（22.7 km/l；53.5 mi/US gal），0—100 km/h（0—62 mph）加速时间为8.5秒，综合续航里程为1,150 km（715 mi）。110公里型号的油耗为4.5 L/100 km（22.2 km/l；52.3 mi/US gal），0—100 km/h（0—62 mph）加速时间为7.9秒，综合续航里程为1,200 km（746 mi）。

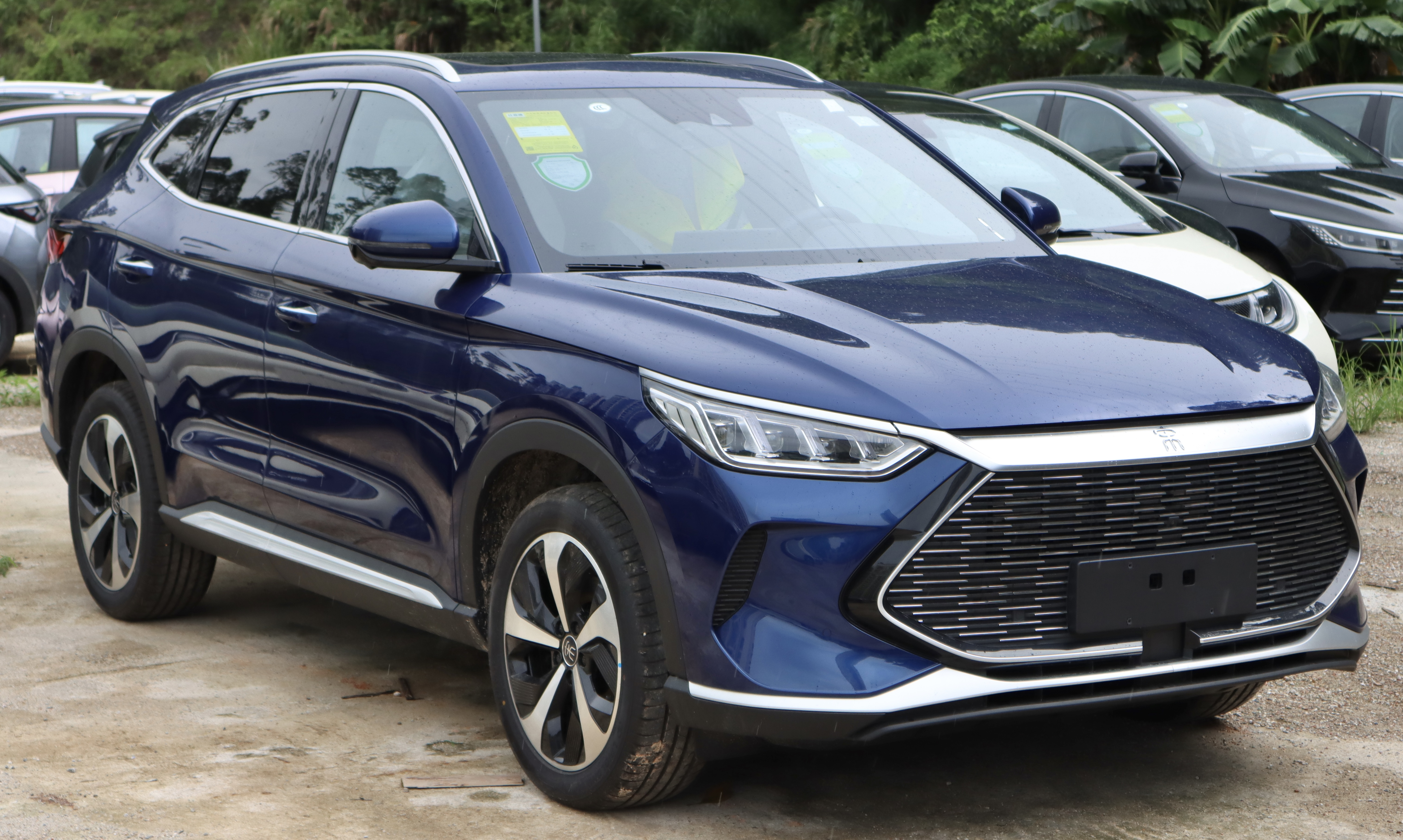
比亚迪宋Plus DM-i（改款前）
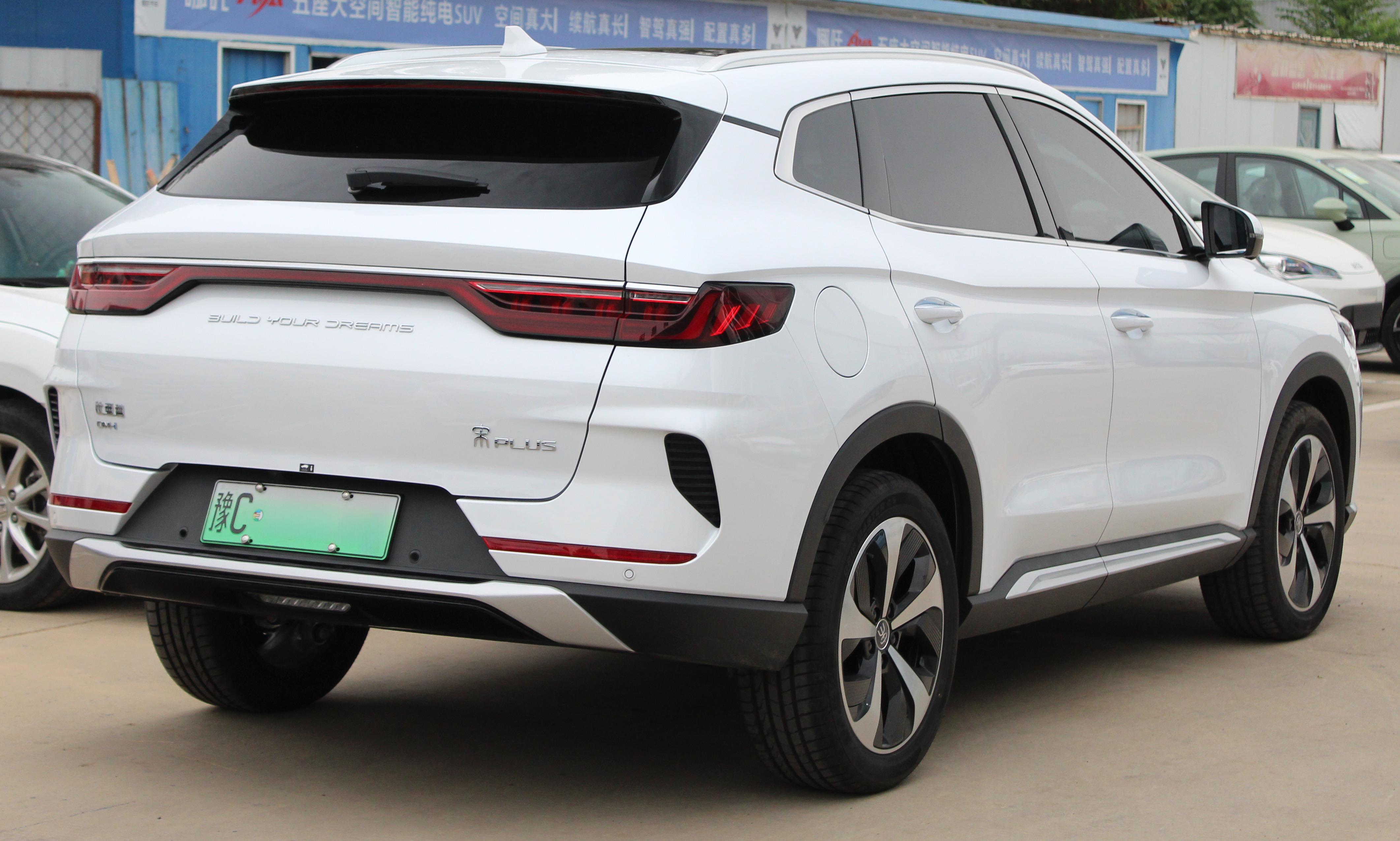
后视图

### 宋Plus EV
宋Plus纯电动版本于2021 年 4 月在中国上市销售。宋Plus EV采用了不同的前端设计，格栅开口较小。它配备了71.7kWhLFP刀片电池。在中国，宋Plus EV通过e-Network经销商销售， which was renamed to the Ocean Network later.

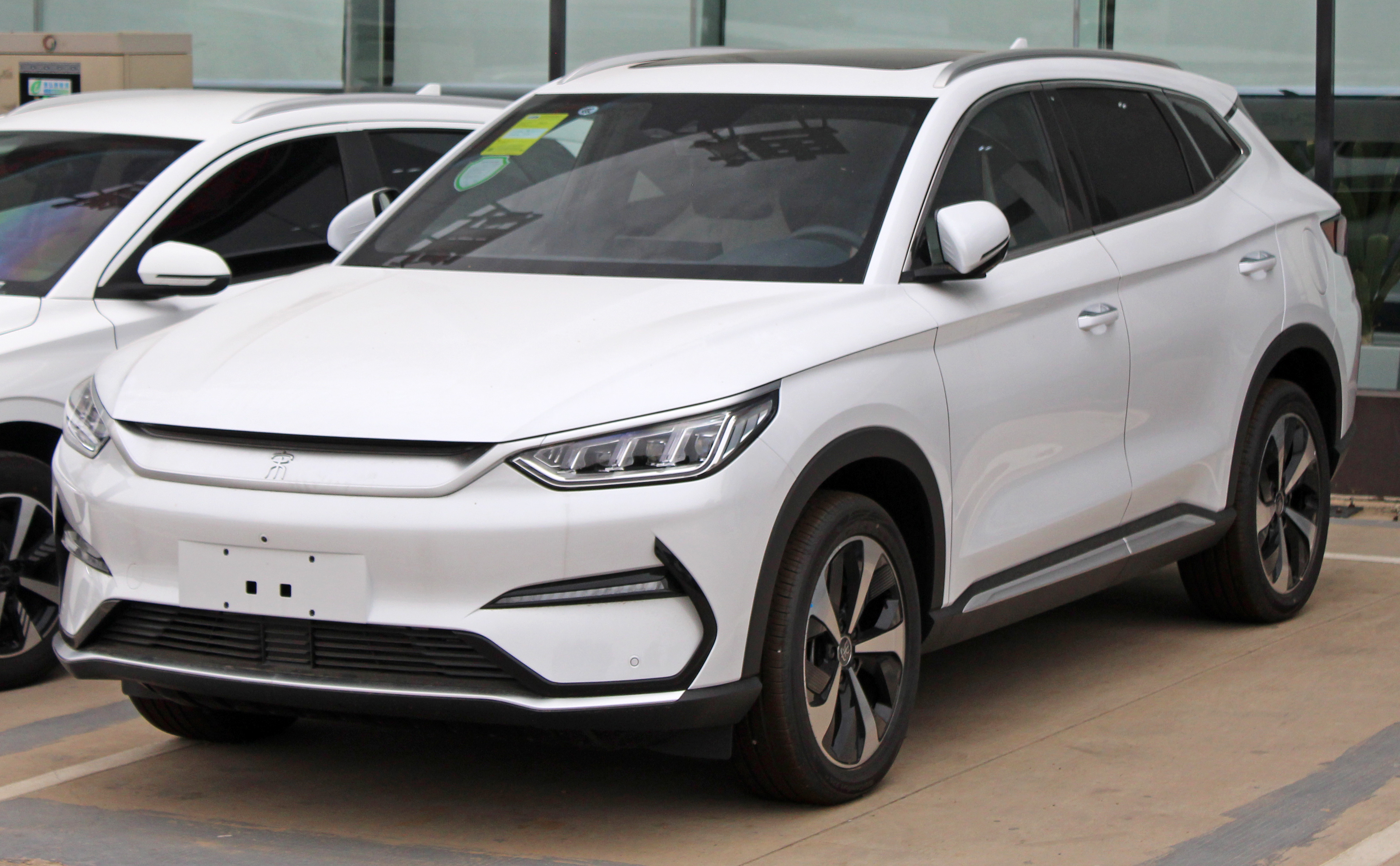
比亚迪宋Plus EV（改款前）
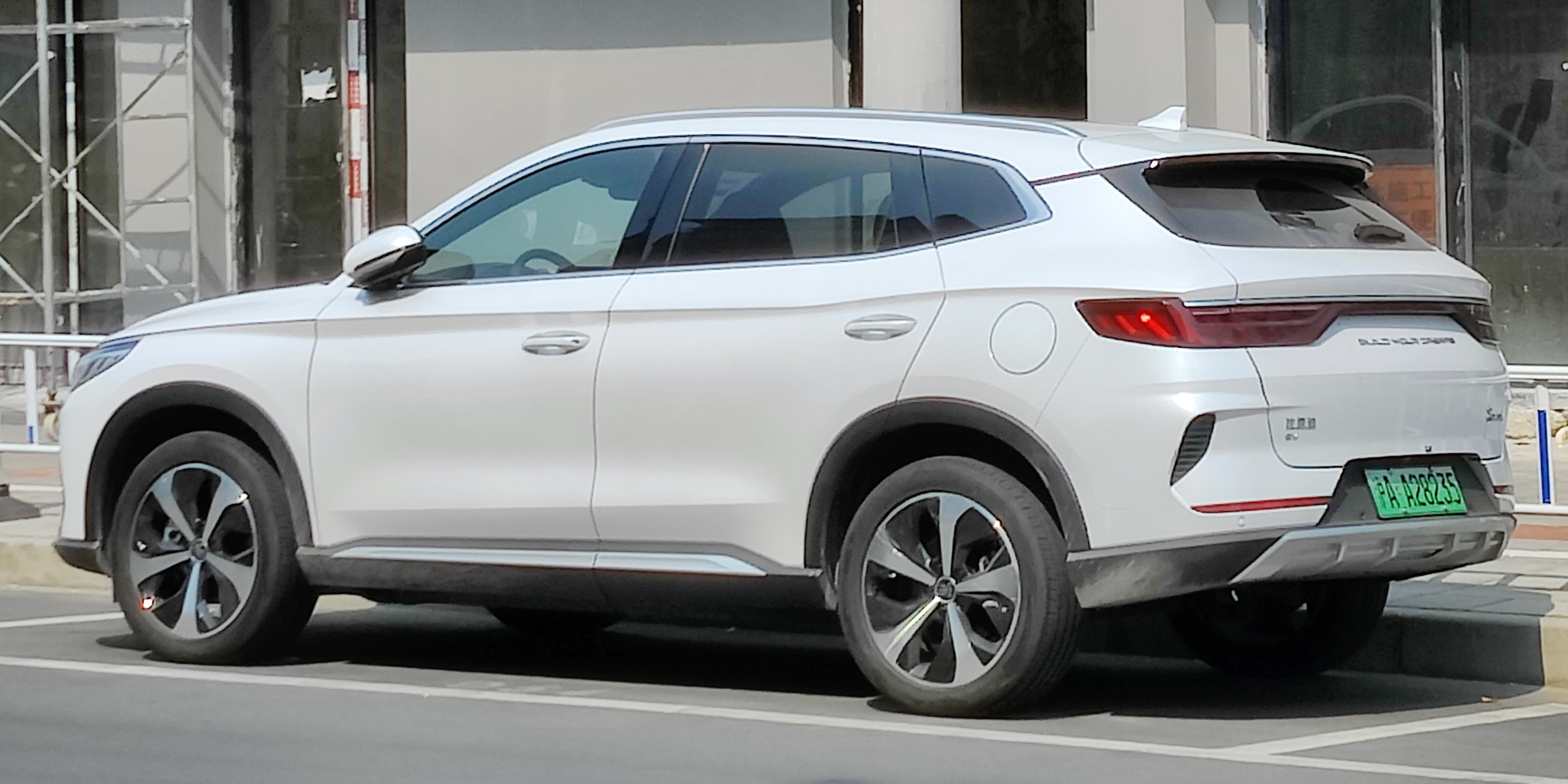
后视图

## 2023年改款
升级版宋Plus于2023年6月面向中国市场推出，最初为宋Plus冠军版。它有DM-i和EV两种版本。它采用重新设计的前端和后端设计，前照灯单元类似于比亚迪海豹。比亚迪还用标准比亚迪徽标取代了宋徽标，使其与海洋系列的车辆保持一致。
EV版本的续航里程为605 km（376 mi），输出功率为218 hp（163 kW；221 PS）。DM-i PHEV配备1.5升发动机，输出功率110 hp（82 kW；110 PS），以及电动机，输出功率197 hp（147 kW；200 PS）。
2023年，比亚迪推出了宋Plus EV冠军版的出口版“BYD Seal U”。它于2023年9月作为海豹家族的一部分在欧洲首次亮相。2024年5月，该车以“比亚迪海狮6”的名称在澳大利亚和其他市场推出。

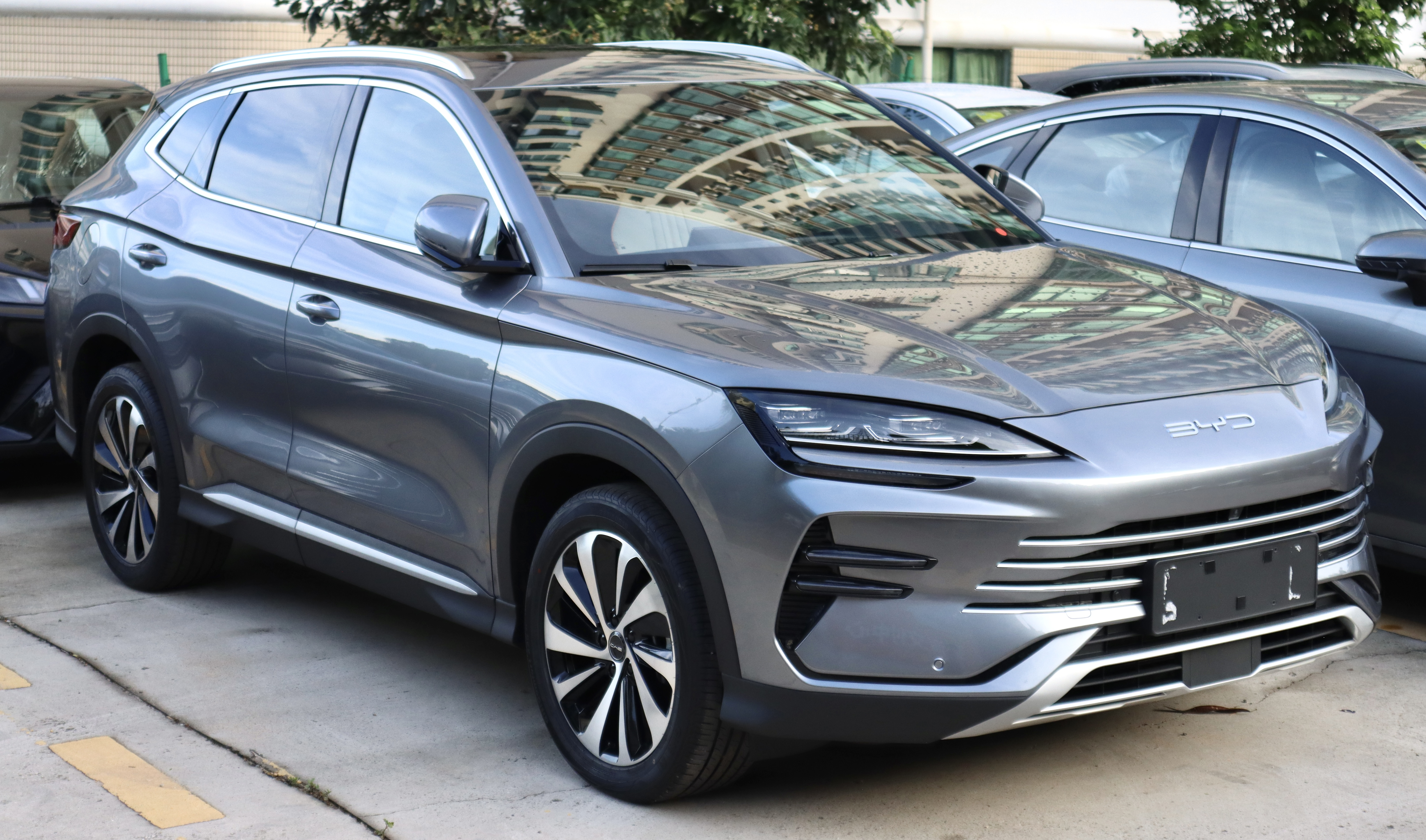
比亚迪宋Plus DM-i（2023款改款）
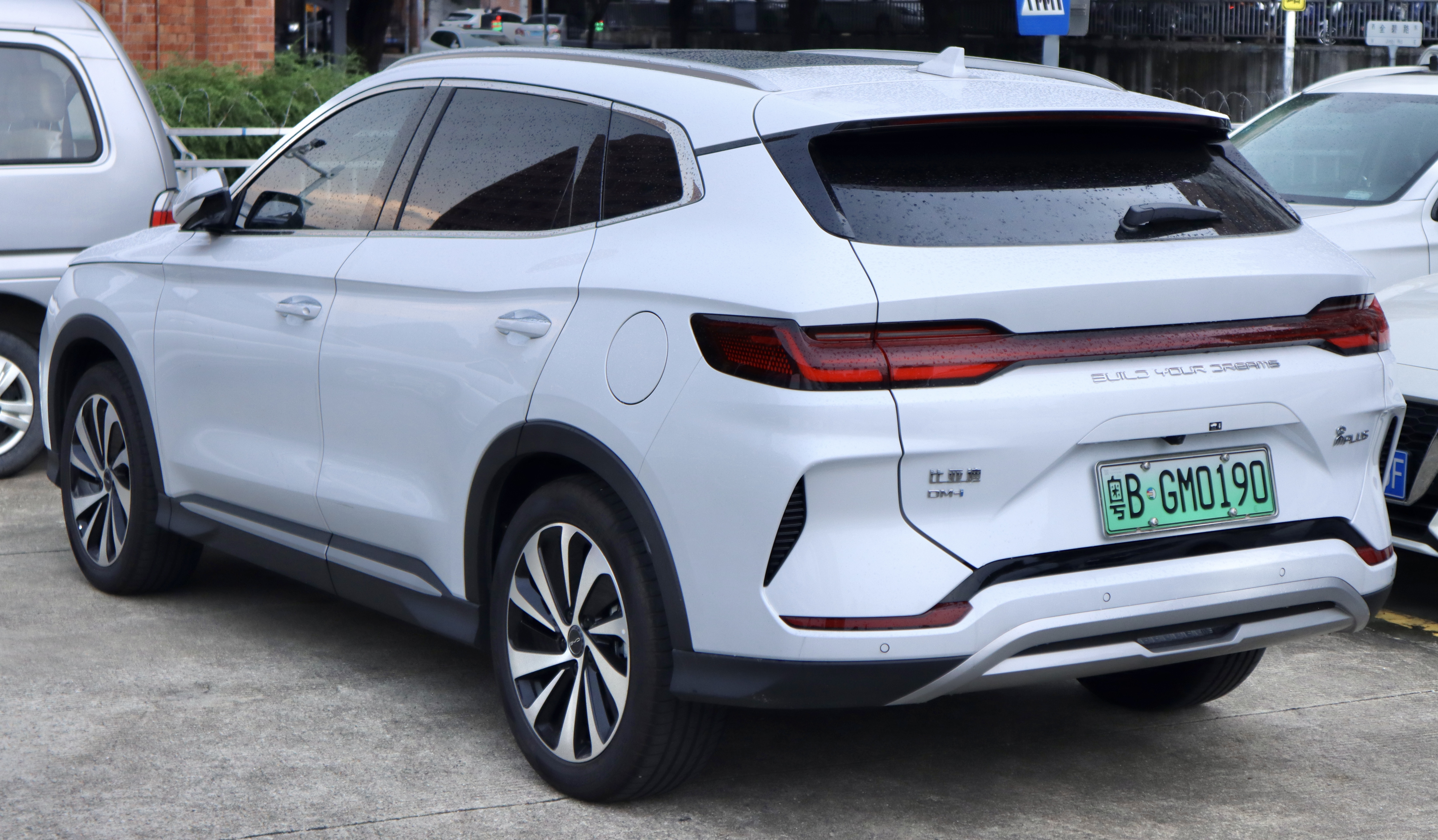
后视图
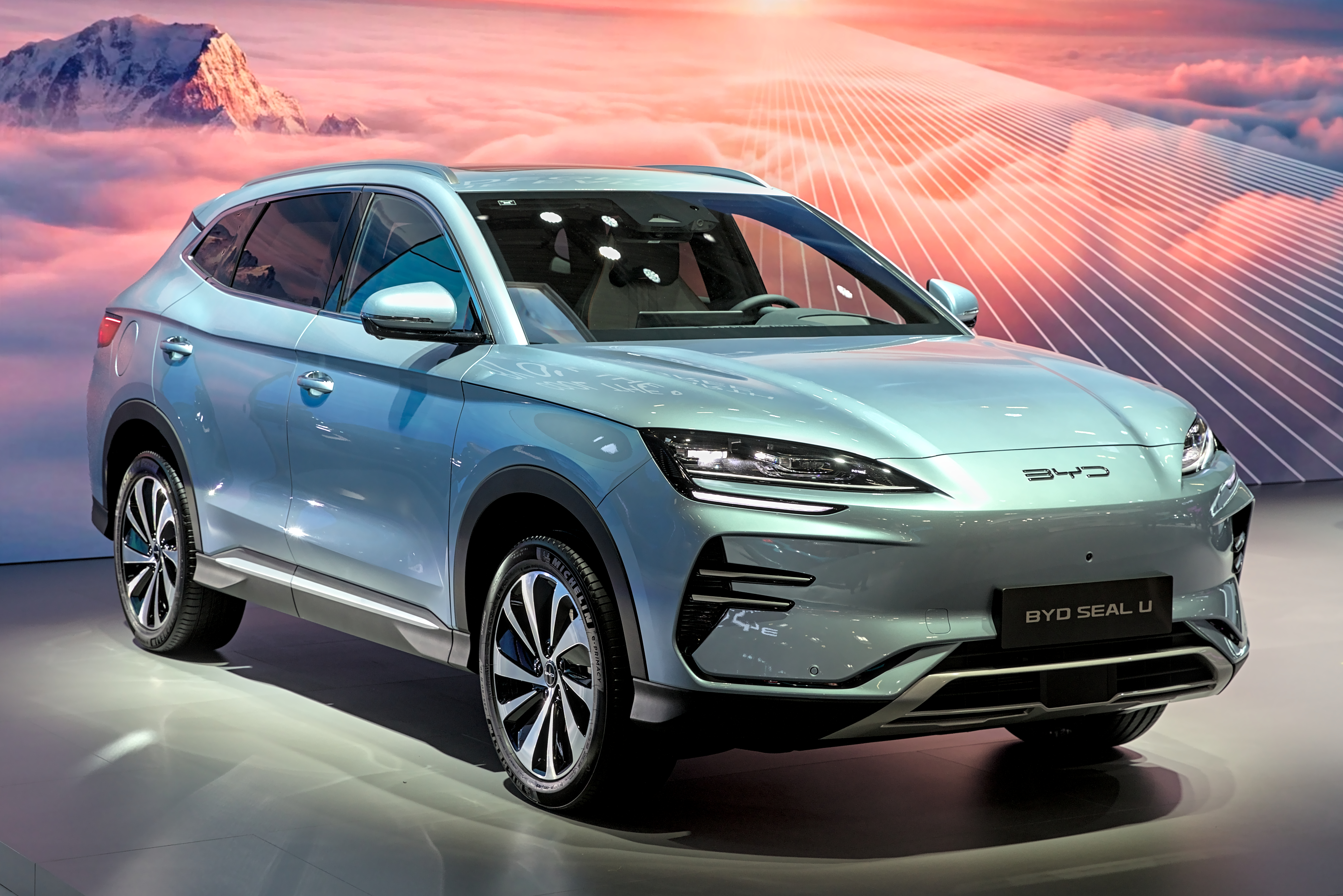
比亚迪海豹U EV
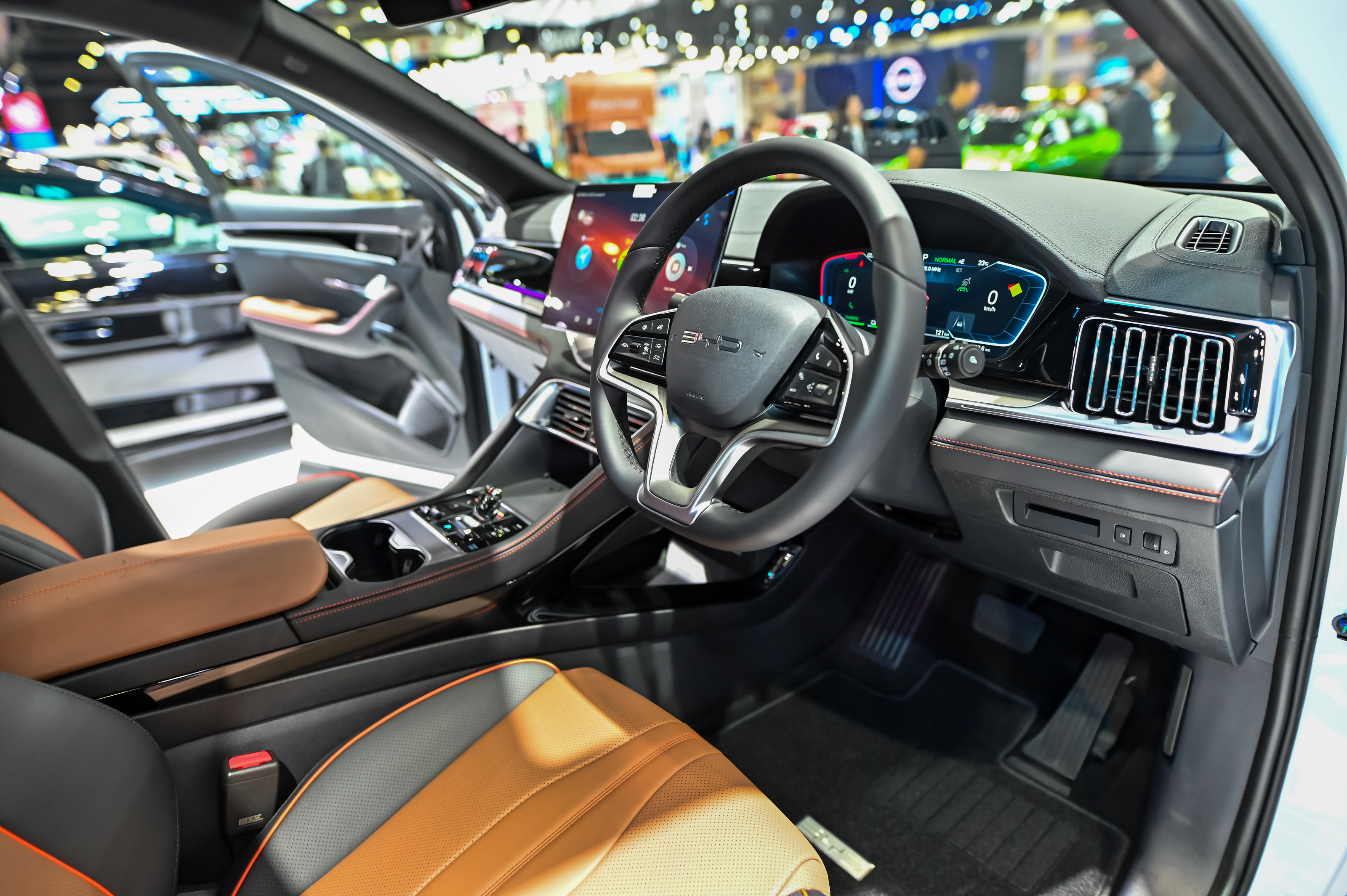
内饰

## 市场

### 澳新
该车于2024年5月以Sealion 6的名称在澳大利亚和新西兰上市，成为该国首款插电式混合动力比亚迪车型。该车型在最后一刻从拟议名称Seal U更改为其他名称后开始销售。入门级Essential车型于2025年1月推出。

### 拉丁美洲

#### 巴西
宋Plus DM-i 于2022年11月在巴西上市，是比亚迪继比亚迪汉和比亚迪唐EV之后在市场上推出的第三款产品。它有一种变体。2024年6月，比亚迪推出了2025款宋Plus。该车保留了改款前的造型，但配备了更大的18.3kWh 电池，取代了之前的8.3kWh 电池。
2024年11月，宋Plus高级版在巴西上市。它采用2023年改款造型，是一款全轮驱动插电式混合动力车，配备1.5升涡轮增压汽油发动机，综合输出功率为 238 kW（319 hp；324 PS）。它与之前的宋Plus一起出售。

#### 墨西哥
宋Plus DM-i于2023年12月在墨西哥上市，成为该国首款插电式混合动力比亚迪车型。它只有一个型号，配备1.5升涡轮增压汽油发动机，并配备双电机全轮驱动。在推出期间，它是该国最便宜的插电式混合动力汽车。

### 欧洲
宋Plus在欧洲以比亚迪海豹U的名称出售，其名称与海豹轿车一致，并增加了一个代表“实用”的“U”字样。这款EV车型于2023年9月首次推出，并于2024年2月开始销售。有两种型号可供选择：舒适型，配备71.8kWh 电池；设计型，配备87kWh电池。英国和爱尔兰等右侧驾驶市场尚未推出电池电动版海豹U。
插电式混合动力车型于2024年5月作为海豹U DM-i推出，成为该地区首款插电式混合动力比亚迪车型。 该车将于2024年6月起在包括英国等右侧驾驶市场在内的一些欧洲国家上市销售。

### 亚洲

#### 菲律宾
海狮6 DM-i于2024年7月25日在菲律宾推出，是该国首款插电式混合动力比亚迪车型。它只有一个版本。

#### 泰国
海狮6 DM-i于2024年8月8日在泰国上市，是该国首款插电式混合动力比亚迪车型。它有两种装饰级别：动感型和高级型，均采用1.5升自然吸气汽油发动机和前轮驱动。

#### 文莱
海狮6 DM-i于2024年10月19日在文莱推出，该车仅提供动态版本。

## 安全性
| Euro NCAP 测试成绩               | Euro NCAP 测试成绩 | Euro NCAP 测试成绩 |
| -------------------------------- | ------------------ | ------------------ |
| BYD Seal U electric (LHD) (2023) |                    |                    |
| 测试                             | 得分               | %                  |
| 总分:                            | 5 /5颗星           | 5 /5颗星           |
| 成年乘员:                        | 36.3               | 90%                |
| 小孩乘员:                        | 42.4               | 86%                |
| 行人:                            | 52.6               | 83%                |
| 安全辅助:                        | 13.9               | 77%                |

## 销售和生产
2024年7月20日，比亚迪第100万辆宋Plus新能源汽车（DM-i+EV合并）下线。
| 年份 | 中國 | 中國    | 中國    | 中國    | 巴西   |       | 总产量  |
| 年份 | ICE  | DM-i    | EV      | Total   | DM-i   | DM-i  | 总产量  |
| ---- | ---- | ------- | ------- | ------- | ------ | ----- | ------- |
| 2020 | N/A  | 3,118   | 3,990   | 7,108   |        |       | 7,108   |
| 2021 | N/A  | 79,508  | 29,340  | 108,848 |        |       | 108,848 |
| 2022 |      | 388,048 | 66,935  | 454,983 | 12     |       | 458,047 |
| 2023 |      | 296,294 | 93,919  | 390,213 | 7,672  |       | 427,071 |
| 2024 |      | 266,189 | 152,285 | 418,474 | 17,910 | 6,198 | 511,962 |